# Chen Jing (friidrottare)
Chen Jing, född 6 mars 1976, är en friidrottare från Kina. Han deltog vid olympiska sommarspelen 1996.